# Otomys cuanzensis
Otomys cuanzensis är en gnagare i familjen råttdjur som förekommer i Afrika. Populationen listades en längre tid som synonym till Otomys angoniensis men nyare avhandlingar klassificerar den som art.
Det första exemplaret som undersöktes var en hane med en kroppslängd (huvud och bål) av 17,8 cm och en svanslängd av 10,9 cm. Den hade 3,3 cm långa bakfötter och 2,2 cm stora öron. I den bruna pälsen på ovansidan är flera svarta hår inblandade. Håren på den ljusare undersidan har en grå grundfärg samt inslag av kanelbrunt. Svansens hår är likaså kanelbruna förutom en smal svart längsgående strimma på toppen. Antalet spenar hos honor är två par. Otomys cuanzensis har en fåra i varje framtand i överkäken. I underkäkens framtänder förekommer en djup fåra och en otydlig fåra.
Utbredningsområdet ligger i nordvästra Angola vid floden Kwanza (även stavad Cuanza). Artepitet i det vetenskapliga namnet syftar på floden. Habitatet utgörs av gräsmarker och träskmarker i höglandet mellan 1000 och 2500 meter över havet.
Individerna är dagaktiva eller aktiva under skymningen. De vistas främst på marken.
För beståndet är inga hot kända. IUCN listar Otomys cuanzensis som livskraftig (LC).